# Хиллс, Анна
Анна Хиллс (Хиллз) (англ. Anna Althea Hills; 1882—1930) — американская художница-импрессионист, специализирующаяся на пейзажах. Работала на пленэре преимущественно на южном побережье Калифорнии.

## Биография
Родилась 28 января 1882 года в городе Равенна, штат Огайо.
Окончила Olivet College, штат Мичиган, Чикагский институт искусств и Cooper Union for the Advancement of Science and Art в Нью-Йорке. После обучения работала у американского художника и фотографа Артура Доу (англ. Arthur Wesley Dow).
Хиллс много путешествовала по Европе, побывала в Голландии и Англии, училась в Академии Жюлиана в Париже и у английского художника John Noble Barlow. После возвращения в Соединённые Штаты путешествовала по западному побережью страны, писала пейзажи. Затем осела в городе Лагуна-Бич, Калифорния, где она открыла студию и занималась преподаванием.
Помимо живописи Анна Хиллс была известным общественным деятелем. Была связана с пресвитерианской церковью и участвовала в воскресной школе при ней. В течение нескольких лет была президентом Laguna Beach Art Association и приложила немало усилий для создания в городе художественного музея.
Умерла 13 июня 1930 года в Лагуна-Бич (Калифорния).
Среди её наград:
- Бронзовая медаль на Панамо-Калифорнийской выставке, Сан-Диего, 1915;
- Бронзовая медаль на California State Fair, 1919;
- Призы за пейзажи Laguna Beach Art Association, 1922 и 1923.

Некоторые работы
California coast
Laguna canyon winter
Waves crashing on the shore